# Hodoni, Timiș
Hodoni (germană Hodon, maghiară Hodony) este un sat în comuna Satchinez din județul Timiș, Banat, România.

## Localizare

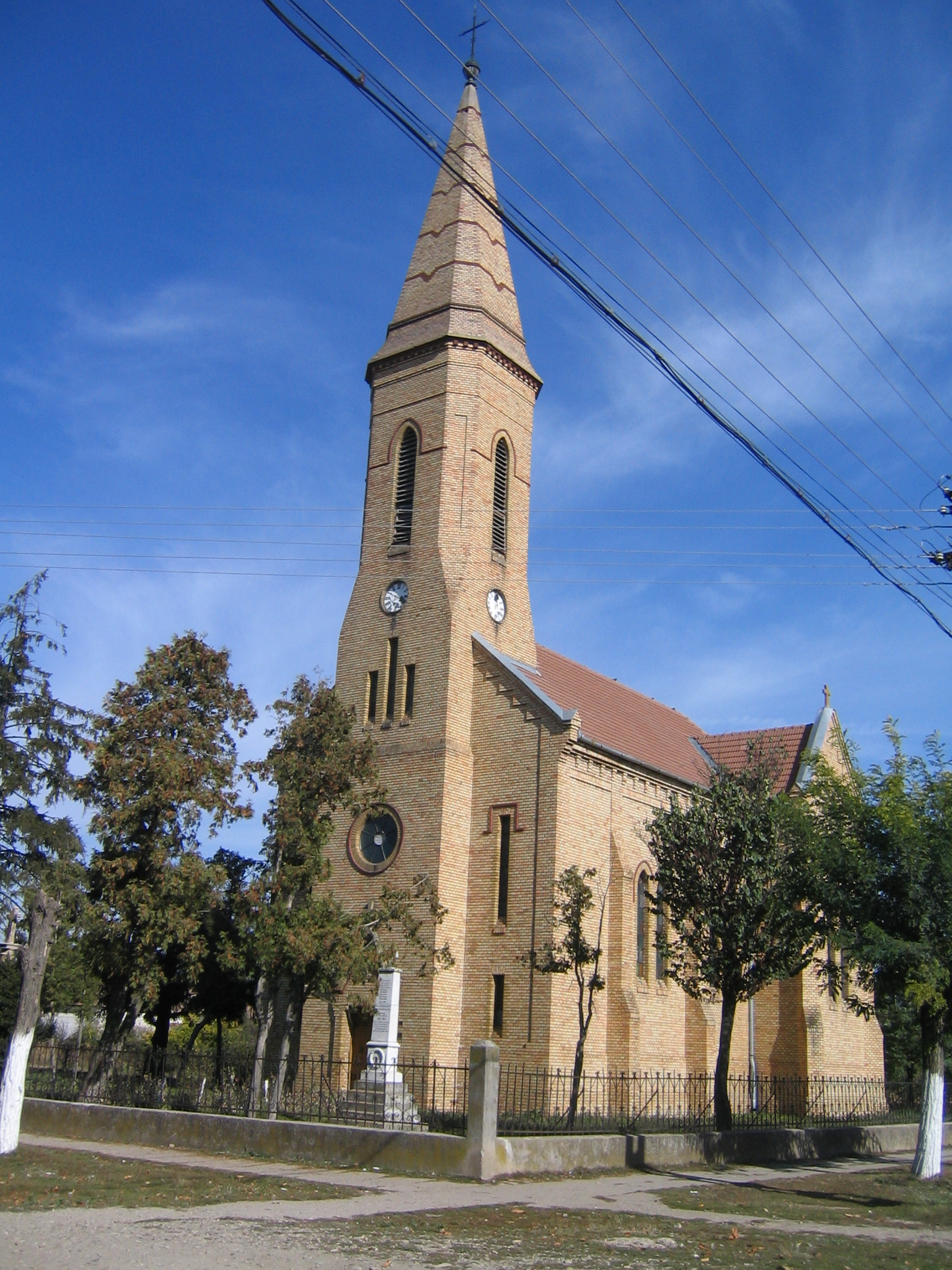
Biserica romano-catolică din Hodoni

Hodoni este un sat situat la circa 20 km nord-vest de municipiul Timișoara. Se învecinează la nord-vest cu Satchinez (5 km), la est cu Carani, la sud-est cu Sânandrei.Singurul drum care trece prin Hodoni este drumul comunal 37, prin intermediul căruia Hodoniul se leagă direct de Satchinez și de Sânandrei. Hodoni are stație CFR proprie la linia ferată Timișoara - Nerău

## Istorie
Pe teritoriul satului s-au descoperit numeroase vestigii romane. Prima atestare documentară este din 1480, cu numele de Odon. În 1717, când Banatul a fost recucerit de sub stăpânirea turcească, la Hodoni existau numai 15 case. Localitatea a cunoscut o importantă creștere, astfel că, spre sfârșitul secolului XIX, avea circa 1.600 de locuitori, din care aproape jumătate germani

## Obiective turistice
- Conacul de la Hodoni (sfârșitul secolului XVIII)

## Personalități
- Vicențiu Babeș (n.1821 - d.1907), avocat, profesor, publicist și om politic, luptător pentru drepturile naționale ale românilor din Transilvania și Banat, tatăl savantului - medic Victor Babeș